# Předkožka
Předkožka (latinsky: praeputium) je kožní překryv, který pokrývá mužský žalud (preapetium penis), a také i ženský klitoris (praeputium clitoridis).
U mužů jde o pohyblivou, poměrně roztažitelnou část překryvu žaludu. Předkožka udržuje žalud vlhký a tím působí jako přírodní lubrikant. Zároveň jej udržuje citlivý a chrání jej před třením o oblečení. Obsahuje velké množství nervů, jejich koncentrace je nejvyšší v blízkosti špičky předkožky. Předkožka je proto vysoce erotogenní částí penisu.
Předkožka je při narození připojena k žaludu a v dětství je většinou neoddělitelná. Věk, ve kterém chlapec může předkožku přetáhnout, se liší, ale výzkum zjistil, že 95 % chlapců bylo schopno plně přetáhnout předkožku až v několika letech věku, někteří až v pubertě. Neschopnost přetáhnout předkožku v dětství by neměla být považována za problém, pokud se nevyskytují jiné potíže.
Předkožku mají téměř všichni savci včetně vačnatců a mořských savců. Pouze ptakořitní ji postrádají. Předkožka je někdy u lidí z náboženských či zdravotních důvodů odstraňována, tato procedura se nazývá obřízka. Celosvětově má předkožku odstraněnu kolem 30–40 % mužů.
U dospělých mužů je ve většině případů viditelná malá část žaludu (obvykle ústí močové trubice) i v případě, že jejich předkožka není krátká.

## Délka předkožky
(podle Britské studie Dr. Roberta Charthama provedené na 2 500 neobřezaných mužích)
Neztopořený penis:
- u 45 % mužů předkožka zakrývá žalud celý nebo skoro celý
- u 32 % mužů předkožka zakrývá žalud z poloviny
- u 23 % mužů předkožka nezakrývá žalud vůbec nebo jen velmi málo

Nezávisle na její délce, trvale za žaludem nosí předkožku přibližně 35 % mužů. Důvodem je buď přirozeně krátká předkožka nebo jen čistě praktické důvody. (Pozn.: Uvádí se, že obecně tito muži spolu s obřezanými muži potřebují urologickou péči méně často, než ostatní muži.)
Je-li v období puberty žalud dlouhodobě obnažen, vyroste zpravidla širší, než v případě, kdy je zcela kryt předkožkou; také se postupně sníží jeho citlivost. Déle přetažená předkožka může někdy zduřet a jen obtížně (nebo vůbec) ji lze přetáhnout zpět – tento stav se nazývá parafimóza.
Při erekci předkožka samovolně sjíždí ze žaludu a:
- u 62 % mužů předkožka nezakrývá žalud vůbec – žalud je zcela odkrytý
- u 21 % mužů předkožka zakrývá žaludu z menší části – žalud je krytý max. z ⅓
- u 17 % mužů předkožka zakrývá žalud z větší části

Někteří muži mají při erekci krytý celý žalud. V některých případech to nemusí být obvyklý stav; může jít o důsledek krátké uzdičky nebo neřešené relativní fimózy. Proto je vhodné problémy s předkožkou vyřešit před zahájením puberty. Nadměrná předkožka může snižovat šanci na početí, komplikuje také správné používání kondomu, jehož selhání může být častější. Ze sexuologického hlediska je podstatné, že u mužů s běžně dlouhou předkožkou dochází při nočních erekcích ke kontaktu žaludu s okolím, což přirozeně upravuje jeho citlivost. Naopak u mužů s dlouhou předkožkou se v důsledku nadměrné citlivosti žaludu častěji vyskytuje předčasná ejakulace, negativně ovlivňující sexuální život. Pak může pomoci chirurgické zkrácení předkožky.

## Funkce předkožky
Funkce lidské předkožky jsou v podstatě tří typů:
- Anatomická funkce: předkožka zaručuje penisu při erekci kůži nezbytnou pro zvětšení a ztuhnutí.

- Ochranná funkce: předkožka pokrývající celý žalud, když je penis ochablý, zvlhčuje žalud a zabraňuje keratinizaci (rohovatění) jeho sliznice. Tato ochranná funkce předkožky však s dosažením dospělosti ztrácí část svého významu. Zejména po pubertě má mnoho mužů žalud, který je vždy částečně odkrytý.

- Sexuální funkce: vnitřní předkožka (a uzdička, která ji spojuje s žaludem) je bohatá na receptory a nervová zakončení. Proto její cílené dráždění kromě toho, že je příjemné, vede k orgasmu. Během pohlavního styku usnadňuje pronikání penisu do pochvy. Při masturbaci umožňuje předkožka pohodlnou, nepřímou stimulaci žaludu až do ejakulace.